# Домбровский, Ян Генрик
Ян Ге́нрик Домбро́вский (пол. Jan Henryk Dąbrowski; 2 августа 1755, Першув — 6 июня 1818, Винна-Гура) — дивизионный генерал Великой армии, чьи подвиги воспеты в национальном гимне Польши (мазурке Домбровского). Его имя также носит парк в Познани.

## Служба в Саксонии
Домбровский покинул Польшу в 1766 году, переехав в Саксонию. Там он в 1771 году поступил на военную службу в саксонскую армию, в чине подхорунжего. В 1779 участвовал в войне за баварское наследство, прозванной «картофельной». Там не было больших сражений, так как целью были манёвры для окружения и вытеснения противника, занявшего «картофельные закрома».
С 1780 года Домбровский служил в императорской саксонской гвардии в Дрездене, в чине поручика. После расторжения польско-саксонской унии он остался в немецком Дрездене, где получил подготовку командира среднего звена и с позволения короля Пруссии Фридриха II участвовал в манёврах прусской армии в 1786 году (а в 1788 и в манёврах русских). Во время 18-летнего пребывания в Саксонии основным языком общения Домбровского стал немецкий.

## Борьба за Польшу
В 1792 году Домбровский перешёл на службу в польскую армию, о чём просил у саксонского короля польский монарх Станислав Понятовский. Он был принят на службу в чине вице-бригадира.
В 1794 году участвовал в восстании Костюшко. Отличился в многочисленных сражениях, дослужился до генерал-поручика. После поражения восстания удалился во Францию, сформировал там два польских легиона и участвовал с ними в походах 1796, 1797 и 1800 годов.
В русско-прусско-французскую войну Домбровский организовал Великопольское восстание 1806 года и собрал до 30 тысяч человек, принявших участие в осаде Данцига.

## В Великой армии
С 1808 дивизионный генерал наполеоновской армии. В кампании против России командовал польской пехотной дивизией в корпусе Понятовского, был ранен. Оборонял переправу через Березину в районе Борисова. Закончил войну во Франции в 1814 году.

## На русской службе
Возвратившись в Россию, сразу после капитуляции Франции, получил от императора Александра I чин генерала от кавалерии и был назначен польским сенатором.
В 1816 году Домбровский вышел в отставку и, удалившись в своё поместье, занялся составлением записок о военных действиях в Великой Польше в 1794 году.

## Награды
- Орден Virtuti Militari, командор (Варшавское герцогство, 6.03.1808)
- Орден Железной короны (Королевство Италия, 1804)
- Орден Белого орла (Царство Польское, 1815)
- Орден Святого Владимира 4-й степени (Российская империя, 1815)
- Орден Святой Анны 4-й степени (Российская империя, 1815)
- Орден Почётного легиона, большой орёл (Французская империя)
- Орден Почётного легиона, офицер (Французская империя, 1804)